# Tiruchirapalli
Tiruccirāppaḷḷi (tamilski: தி௫ச்சிராப்பள்ளி, znane też po prostu jako Tiruchi lub Trichy) – miasto w Indiach, w stanie Tamilnadu (stolica dystryktu). 
W 2011 roku miasto liczyło 846 915 mieszkańców, aglomeracja – 1 021 717.
W Tiruchirapalli rzeka Kaweri tworzy wyspę Śrirangam, na której znajdują się dwa monumentalne kompleksy świątyń hinduistycznych.